# Чжуге Лян
Чжуґе Лян (спрощ.: 诸葛亮; кит. трад.: 諸葛亮; піньїнь: Zhūgě Liàng; 181—234) — китайський державний діяч, політик і стратег періоду Трицарства. Головний міністр династії Шу (221—234). Один із найосвіченіших китайських чиновників свого часу. Відомий під прізвиськом «Дракон, що ховається». Посмертне ім'я — князь Чжуу.

## Короткі відомості
Чжуге Лян походив з повіту Лою міста Янду. Рано втратив батька. Після переїзду старшого брата Цзіня до краю У, перебрався до провінції Цзін. Мешкав у селищі Лунчжун, на захід від міста Сян'ян, де займався сільським господарством, самонавчанням та складанням пісень. Серед місцевого населення здобув славу мислителів старовини Гуань Чжуна та Ле І. Отримав прізвисько, «дракон, що ховається».
Після прибуття Лю Бея до провінції Цзін, тричі запрошувався ним на посаду стратега. Розробив план відродження династії Хань, що полягав у створенні південно-західної держави Шу, підкоренні північної Вей та ліквідації східної У. Користувався великою довірою Лю Бея. Близькі стосунки з останнім виражалися в середньовічній китайській літературі приказкою: «монарх із слугою як риба із водою».
Під час південного походу Цао Цао вирушив до південно-східного володаря Сунь Цюаня й уклав із ним союз від імені Лю Бея. Завдяки цьому Лю Бей зміг виступити проти ворожих військ і розбити їх у битві при Чібі 208 року.
Реалізовуючи Лунчжунський план, запропонував Лю Бею перебратися до провінції І. Знищив місцевого володаря Лю Чжана і захопив провінцію, але втратив стару провінцію Цзін, якою заволодів колишній союзник Сунь.
Після заснування Лю Беєм династії Шу став її головним міністром. Завдяки успішним реформам спромігся привернути населення на бік монарха, створив ефективний адміністративний апарат. По смерті Лю Бея, продовжував керувати державними справами за його сина Лю Шаня.
Незважаючи на розкол між родами Лю та Сунь через провінцію Цзін, відновив союз із династією У. Під прикриттям союзу вирушив у похід в південну країну Наньчжун. Завоював її і підкорив її лідера Мен Хоу, забезпечивши стабільність торгових шляхів з бірманськими державами. З 227 року зосередився на підкоренні північного Китаю, що перебував під контролем династії Вей. Перший північний похід закінчився поразкою експедиційних військ під проводом Ма Су. Решта чотири походів також були безуспішними. Причинами поразок були недоліки системи постачання провіанту та озброєння з Шу.
234 року помер у штабі під час битви на полі Учжань. Похований на горі Дінцзюнь. Вшановується у храмі Ухоу міста Ченду.
В китайському середньовічному «Романі трьох держав» зображається розумним політиком та стратегом. В іконографії постає у вигляді бородатого чиновника з віялом, зробленим з коштовного пір'я. Ім'я Чжуге Ляна є синонімом мудрості і стратегії в Китаї. Традиційно йому приписують винахід пампушок манту, наземних мін, фантастичної тачки муню-люма, автоматичного «чжугезького арбалета», сигнального повітряного ліхтаря та безпілотної повітряної кулі.
Культ Чжуге Ляна поширений в усіх східноазійських країнах.

## Цитати
- У воєнних діях атака на розум — головне завдання, атака на фортеці — другорядне завдання. Психологічна війна — це головне, бій — це другорядна справа[13]
- Шляхетний чоловік спокоєм удосконалює себе, безкорисливістю вирощує свою досконалість. Без цноти, не можливо досягти просвітлення волі. Без збереження спокою, не можливо досягти далекої мети. Тому навчання слідує за спокоєм, а таланти — за навчанням. Без навчання неможливо розвинути свої таланти, а без спокою неможливо добитися успіху в навчанні.[14]
- Я покірно прошу господаря невпинно очищати своє серце, стримувати свої бажання, стримувати себе і любити народ, на державні посади ставити мудрих і добрих чоловіків, а людей підлих і корисливих виганяти зі служби. Так можна укріпити основу держави. Мої нащадки мають все необхідне для життя. Що ж до мене, то я ношу казенну сукню, їм казенну їжу і не маю особистих доходів. Коли я помру, прошу не наряджати моє тіло в пишний одяг і не класти в труну дорогих речей, щоб не обтяжувати державну скарбницю.[14]